# Hanchinhal (U), Sindhnur
Hanchinhal (U) là một làng thuộc tehsil Sindhnur, huyện Raichur, bang Karnataka, Ấn Độ.